# Kruh
Kruh (en allemand : Kruch) est une commune du district de Semily, dans la région de Liberec, en République tchèque. Sa population s'élevait à 488 habitants en 2021.

## Géographie
Kruh se trouve à 12 km à l'est-sud-est de Semily, à 38 km au sud-est de Liberec et à 92 km au nord-est de Prague.
La commune est limitée par Mříčná au nord, par Roztoky u Jilemnice à l'est et au sud, et par Svojek et Košťálov à l'ouest.

## Histoire
La première mention écrite du village date de 1386.

## Transports
Par la route, Kruh se trouve à 17 km de Semily, à 58 km de Liberec et à 123 km de Prague.